# Tgbil m/42 KP
Terrängbil m/42 KP (укр. Терренгбіл m/42 KP, Terrängbil — позашляховик, Karosseri Pansar — броньований кузов), скорочено — Tgbil m/42 KP — шведський бронетранспортер. Розроблений компанією Scania-Vabis в 1942 році на шасі свого комерційного 3-тонного повнопривідного вантажного автомобіля F11, також у виробництві використовувалися шасі Volvo TLV. Серійне виробництво Tgbil m/42 KP тривало між 1943—1947 роками, загальний випуск склав близько 500 одиниць. Бронетранспортер активно використовувався шведською армією, також деяка кількість БТР цього типу з середини 1990-х років перебувала на озброєнні Латвії та Литви. Після 60 років експлуатації, 31 грудня 2004 року останній m/42 KP був знятий з озброєння.

## Історія
В 1942 році були сформовані бронетанкові війська, як окремий типи військ. Для ефективного ведення бойових дій, піхота повинна знаходитися поряд з танками. Раніше піхотинці розміщувалися «на броні», такий метод зберігав швидкість і маневреність, але загін був незахищений. Тому потрібні були БТРи, які могли забезпечити захист піхоті від артилерійських осколків і вогню із стрілецької зброї, а також зберегти динаміку руху бронетанкових військ.
Через Другу світову війну шведські збройні сили не мали часу і можливостей на пошук зразків іноземного виробництва. Тому компанія Landsverk AB почала розробку бронетранспортера на базі вантажного автомобіля з броньованим корпусом.
Бронеплити були виготовленні компаніями Bofors, АВ Landsverk, Bröderna Hedlund і Karlstads Mekaniska Werkstad, які потім передали на заводи Volvo і Scania-Vabis для кінцевого збирання.
В 1944—1946 роках було замовлено 500 Tgbil m/42 KP, з яких Scania мала виготовити 300 штук і Volvo 200 штук. Бронеконструкція розроблена компаніїю АВ Landsverk і складалася з броньових листів 20 мм в передній частині БТР і 8 мм з боків.
Позашляховики Tgbil m/42, які вийшли із заводу Scania отримали додаткову назву SKP, а виготовлені на Volvo відповідно VKP. Десантна частина бронетранспортера не мала броньованого даху, але могла перекриватися брезентом. БТР випускалися без штатного озброєння, але вогонь із зброї міг вестися з середини через невеликі зазори в бокових бронелистах і в дверях.
P1 і P2 (Pansarbataljonerna — бронебатальйон) отримали VKP, а P3 і P4 SKP з заводу Scania-Vabis. Також m/42 надійшли в P1 G (Gotland) (який належав до I18). Починаючи з 1947 року KP передали в бронепіхотні полки I1, I15 і I17.
У 1956 році як штатне озброєння встановили 2 кулемети Kulspruta m/36, кожен з водяним охолодженням розміщені на спареному станку. Ця конструкція встановлювалася в кулеметному вінкі на верхній частині даху кабіни. Автомобіль був названий Tgbil m/42 SKPF і Tgbil m/42 VPKF, де F позначає автомобіль протиповітряної оборони.

## Використання в миротворчих місіях

### Місія в Конго
Під час кризи в Конго, Швеція надіслала війська для участі в миротворчій операції ONUC. 1960—1964 роках для потреб ООН передали 11 Tgbil m/42 SKP, які використовувалися протягом всієї операції. Перше використання бронетранспортерів відбулося у бойових діях за Елізабетвіль 1961 року. Після низки випадків поранення кулеметників на KP встановили додатковий захист навколо кулемета на даху. Кулемет m/36 був в змозі використовувати два патрони, 8 мм або 6,5 мм. 8×63mm патрон m/32 патрон був найкращим серед цього калібру, завдяки цьому Tgbil m/42 SKP вразили кілька ворожих бронемашин в Конго.
Ці бронетранспортери були популярні не тільки в шведському, а й серед інших контингентів. Організація Об'єднаних Націй ухвалила рішення про купівлю 15 m/42 для Індії та Ірландії.

### Місія на Кіпрі
Після завершення місії в Конго навесні 1964 року, 10 автомобілів KP були передані силам ООН на Кіпр під час конфлікту. Пізніше контингент отримав ще 13 бронетранспортерів, 6 передали першою партією і 7 другою. Загалом, в ході операції використовувалося 35 різних Tgbil m/42 KP автомобілі були використані. Під час місії ООН на Кіпрі, m/42 брав участь в п'яти основних операція, передусім, в боях між греками і турками.
В 1974 році багато шведів були евакуйовані з (спостережних постів) за допомогою Tgbil m/42 KP. Транспортні засоби стали називати «Білий Слони», які викликали повагу серед місцевого населення і функціонували без особливих проблем (багато з бронетранспортерів проїхали більше 10000 миль). Останні Scania KP було виведено з Кіпру в травні 1978 року.
Загалом близько 73 бронетранспортера використовувалися на дипломатичній службі і були обладнані захисними пластинами навколо кулемета.

## Модернізація Terrängbil m/42 SKP
Бронетранспортери SKPF зазнали незначних змін в 1971 році, і потім були переведені для експлуатації на острів Готланд. Десантний відсік забезпечили бронюванням даху, встановили великі задні двері для швидкого десантування. Також замінили озброєння на 2 кулемета Ksp 58, зовнішні фронтальні бронепластини демонтували, щоб надати автомобілю кращий розподіл ваги і не робити його занадто важким. Щоб отримати однакову ширину колії передньої і задньої осі розроблені спеціальні диски, на них встановили широкі шини для кращого долання бездоріжжя. Також було введено підсилювач керма і змінено освітлення, щоб задовольнити вимоги безпеки дорожнього руху.
Модернізовані SKP були представлені в різних варіантах; броньований Tgbil m/42 D SKPF, командирський Tgbil m/42 A SKP, медичний Sjtgb 9521 A, транспортний Tgbil m/42 E SKPF.
E SKPF були спеціально розроблені для К1 і були передані Стокгольм.
Принаймні між 1968—1981 роками 64 Tgbil m/42 KP передали в поліцію для охорони правопорядку.
| Модернізовані Tgbil m/42 SKP       |                   |                                                         |                       |                   |
|                                    | Tgbil m/42 D SKPF | Stabtgb m/42 A SKP                                      | Sjtgb 9521 A          | Tgbil m/42 E SKPF |
|                                    |                   |                                                         |                       |                   |
| Кількість, шт.                     | 173               | 16                                                      | 23                    | 11                |
| Екіпаж                             | 2                 | 2                                                       | 2                     | 2                 |
| Розміщення в десантному відділенні | 8 людей           | штабний персонал                                        | медичний персонал     | 8 людей           |
| Бойова маса, т                     | 6,5               | 6,75                                                    | 6,52                  | 6,5               |
| Корисне навантаження, т            | 2,0               | 1,75                                                    | 1,98                  | 2,0               |
| Додаткове компонування             | 2 кулемета Ksp 58 | 3 радіостанції Ra 421, 1 радіостанція Ra 195, генератор | 4 місця для поранених | 2 кулемета Ksp 58 |